# Temporada da AFL de 1967
A Temporada de 1967 da AFL foi a oitava temporada regular da American Football League e uma das últimas antes da fusão AFL-NFL.
A temporada terminou quando o Oakland Raiders derrotou o Houston Oilers no AFL Championship Game, e depois foi enfrentar o campeão da National Football League, no primeiro AFL-NFL World Championship Game, que viria a ser conhecido como Super Bowl.

## Corrida pela divisão
A AFL tinha 9 times, agrupados em duas divisões. Cada time jogava uma partida como mandante e outra como visitante contra os outros 7 times da liga, totalizando assim 14 jogos na temporada e o melhor time de cada divisão se enfrentaria na final. Se houvesse um empate, aconteceria um pequeno playoff para ver quem levaria a divisão.
| Semana | EASTERN           |       | WESTERN              |        |
| ------ | ----------------- | ----- | -------------------- | ------ |
| 1      | nenhum            | 0-0-0 | DENVER               | 1-0-0  |
| 2      | BUFFALO           | 1-0-0 | Empate (KC, Oak, SD) | 1-0-0  |
| 3      | MIAMI             | 1-0-0 | Empate (KC, Oak, SD) | 2-0-0  |
| 4      | MIAMI             | 1-1-0 | Empate (KC, Oak, SD) | 2-0-0  |
| 5      | N.Y. JETS         | 2-1-0 | Empate (Oak, SD)     | 3-0-0  |
| 6      | N.Y. JETS         | 3-1-0 | SAN DIEGO            | 3-0-1  |
| 7      | N.Y. JETS         | 3-1-1 | SAN DIEGO            | 4-0-1  |
| 8      | N.Y. JETS         | 4-1-1 | SAN DIEGO            | 5-0-1  |
| 9      | N.Y. JETS         | 5-1-1 | OAKLAND              | 6-1-0  |
| 10     | N.Y. JETS         | 5-2-1 | OAKLAND              | 7-1-0  |
| 11     | N.Y. JETS         | 6-2-1 | OAKLAND              | 7-1-0  |
| 12     | N.Y. JETS         | 7-2-1 | OAKLAND              | 8-1-0  |
| 13     | N.Y. JETS         | 7-2-1 | OAKLAND              | 9-1-0  |
| 14     | Empate (Hou, NYJ) | 7-3-1 | OAKLAND              | 10-1-0 |
| 15     | Empate (Hou, NYJ) | 7-4-1 | OAKLAND              | 11-1-0 |
| 16     | HOUSTON           | 8-4-1 | OAKLAND              | 12-1-0 |
| 17     | HOUSTON           | 9-4-1 | OAKLAND              | 13-1-0 |

## Classificação
| Eastern Division |   |    |   |      |     |     |
| Time             | V | D  | E | PCT  | PF  | PS  |
| *Houston Oilers  | 9 | 4  | 1 | .692 | 258 | 199 |
| New York Jets    | 8 | 5  | 1 | .615 | 371 | 329 |
| Buffalo Bills    | 4 | 10 | 0 | .286 | 237 | 285 |
| Miami Dolphins   | 4 | 10 | 0 | .286 | 219 | 407 |
| Boston Patriots  | 3 | 10 | 1 | .231 | 280 | 389 |

| Western Division   |    |    |   |      |     |     |
| Time               | V  | D  | E | PCT  | PF  | PS  |
| *Oakland Raiders   | 13 | 1  | 0 | .929 | 468 | 233 |
| Kansas City Chiefs | 9  | 5  | 0 | .643 | 408 | 254 |
| San Diego Chargers | 8  | 5  | 1 | .615 | 360 | 352 |
| Denver Broncos     | 3  | 11 | 0 | .214 | 256 | 409 |

* — Qualificado para o Championship Game.

## Playoffs
- AFL Championship Game
  - Oakland Raiders 40, Houston Oilers 7, 31 de dezembro de 1967, Oakland Coliseum, Oakland, Califórnia

- Super Bowl II 
  - Green Bay (NFL) 33, Oakland (AFL) 14, no Orange Bowl, Miami, Flórida